# Adrian Mannarino
Adrian Mannarino (Soisy-sous-Montmorency, 29 giugno 1988) è un tennista francese.
Specialista delle superfici veloci, in singolare nel circuito maggiore ha vinto cinque titoli su quindici finali disputate; nei tornei del Grande Slam ha raggiunto il quarto turno per due volte agli Australian Open e tre volte al torneo di Wimbledon. Il suo miglior ranking ATP è la 17ª posizione raggiunta nel gennaio 2024.
In doppio ha perso la sola finale disputata nel circuito maggiore, ha raggiunto la semifinale agli Australian Open 2016 e quello stesso anno è stato 73º nel ranking di specialità. Ha esordito nella squadra francese di Coppa Davis nel 2018, anno in cui i francesi hanno perso la finale di Coppa Davis disputata in casa contro la Croazia.

## Coach e sponsor
Nel 2022 ha iniziato la carriera di coach, in concomitanza con quella di tennista professionista, allenando l'uzbeka Nigina Abduraimova.
Dal 2024 è testimonial del marchio Celio.

## Carriera

### 2004 - 2009: primi successi Futures e Challenger
È un giocatore mancino francese di origine italiane. Dal 2004 al 2008 frequenta prevalentemente il circuito circuito Futures in cui raccoglie sei successi e altre cinque finali. Dal febbraio 2008 cominciano ad arrivare i primi risultati di rilievo nei Challenger con i quarti di Besançon e le semifinali di Cherbourg e Roma, tanto guadagnarsi la wild card per il tabellone principale del Roland Garros in cui viene subito sconfitto dal qualificato Diego Junqueira. Fallisce poi la qualificazione sia a Wimbledon che agli US Open, ma al Moselle Open di Metz raggiunge la prima semifinale in un torneo ATP sconfiggendo nell'ordine Eitzinger, Guez e Serra alle qualificazioni e successivamente Seppi, De Voest e Gicquel, fermandosi solamente contro il nº 24 del mondo Paul-Henri Mathieu.
Riceve poi una wild card per il main draw del Paris Masters e perde al primo turno contro Dmitrij Tursunov. Nel 2009 riceve un'altra wild card per gli Australian Open e viene subito sconfitto dal nº 14 del seeding Fernando Verdasco che gli concede soltanto 4 game. Perde nuovamente al primo turno al Roland Garros e a Wimbledon rispettivamente contro Tommy Robredo e Marc Gicquel. Con la finale al Challenger di Segovia a inizio agosto entra per la prima volta nella top 100 del ranking. Un mese dopo non conferma la semifinale di Metz dell'anno precedente e scivola oltre la duecentesima posizione.

### 2010 - 2014: debutto negli Slam e top 50
Inizia la stagione 2010 ad aprile e si ritrova oltre il 300º posto. Grazie alla vittoria nei Challenger di Istanbul e Mons, alle finali di Recanati e Segovia e al primo match vinto in un torneo dello Slam agli US Open risale la classifica e chiude l'anno all'83ª posizione. Al Brisbane International, primo torneo del 2011, supera le qualificazioni e viene eliminato da Mardy Fish al primo turno. Raggiunge poi i quarti di finale all'Auckland Open ed esce per mano di Nicolás Almagro. Nel 2013 a Wimbledon raggiunge gli ottavi finale e perde contro Łukasz Kubot), suo migliore risultato da inizio carriera in uno Slam. Raggiunge il terzo turno (suo miglior risultato a New York) agli US Open, battendo Zeballos e Querrey e cede nel turno successivo a Roger Federer, testa di serie nº 7. Chiude la stagione alla 59ª posizione della classifica ATP
Nel 2014 conquista ben 5 titoli Challenger, il numero maggiore di trofei di questo livello vinti in una stagione in carriera, tutti da luglio in avanti: Manta, Segovia, Istanbul, Knoxville e Champaign. Nei tornei de Grande Slam supera per la seconda volta un turno agli Australian Open, e vince il suo primo incontro al Roland Garros, superando nel match d'esordio Yen-Hsun Lun, conferma il terzo turno agli US Open, dove batte Riba e Fognini (unico top 20 sconfitto in stagione), mentre a Wimbledon, si ferma al secondo turno. Nei tornei ATP raggiunge i quarti solo a Stoccolma; sono quindi soprattutto i successi Challenger a favorire il suo ingresso tra i primi 50 del mondo proprio a fine stagione, quando raggiunge la 44ª posizione.

### 2015: prime due finali ATP e 27º nel ranking
Gioca la prima finale ATP della carriera nel 2015, ad Auckland e viene sconfitto da Jiří Veselý per 6-3 6-2. Al secondo turno degli Australian Open si ritira durante il match contro Feliciano López. Si spinge fino alla semifinale a Delray Beach ed è Karlović a impedirgli l'accesso in finale. Raggiunge per la prima volta gli ottavi di finale in un Masters 1000 a Indian Wells, superando il nº 19 del mondo Gulbis prima di arrendersi al nº 4 Murray e poi bissa il risultato a Miami dove al terzo turno ottiene la prima vittoria contro un top ten, sconfiggendo Wawrinka prima di arrendersi a Dominic Thiem.
Dopo le delusioni nei tornei sulla terra rossa, raggiunge i quarti sull'erba di 's-Hertogenbosch e il secondo turno a Wimbledon. Si spinge fino ai quarti a Newport e trova poi la seconda finale in carriera a Bogotà dove elimina Ram, Jaziri e Karlović prima di arrendersi a Bernard Tomić; con questo risultato entra per la prima volta tra i primi trenta del mondo, in 27ª posizione. Nell'ultimo tratto di stagione, dopo il secondo turno agli US Open, raggiunge ancora una volta i quarti a Shenzhen e rinuncia a scendere in campo contro García-López a causa di un infortunio. Chiude l'anno alla posizione 47 del ranking ATP.

### 2016: semifinale agli Australian Open e 73º del ranking in doppio, discesa in classifica in singolare
Apre la stagione conquistando l'undicesimo trofeo Challenger a Noumea, ma non vince altri match in singolare nella breve stagione australe. Agli Australian Open raccoglie il risultato più prestigioso in doppio della carriera spingendosi fino alla semifinale in coppia con Lucas Pouille; guadagna 146 posizioni nel ranking e raggiunge la 77ª. A maggio salirà alla 73ª nonostante le sconfitte in entrambi gli incontri di doppio disputati dopo gli Australian Open. A febbraio arriva ai quarti sia a Sofia che a Delray Beach, raggiunge poi il terzo turno sia a Indian Wells, dove batte Paire, che a Miami, dove viene eliminato da Kuznecov. A Nizza raggiunge per la prima volta in carriera le semifinali su terra, eliminando Haase, di nuovo Paire e poi Pella prima di perdere da Thiem. Sulla stessa superficie vince per la seconda volta un match al Roland Garros, contro Kukuškin, e viene eliminato dal nº 9 del mondo Raonic. Anche a Wimbledon non va oltre il secondo turno, sconfitto dal nº 1 del mondo Đokovic. Dopo i quarti di finale raggiunti a 's-Hertogenbosch e Newport, la seconda parte dell'anno è avara di successi per il francese, che chiude la stagione alla 60ª posizione mondiale.

### 2017: prima finale ATP 500 e ritorno in top 30
Anche nel 2017 esordisce con il successo a Noumea, bissati dal tredicesimo titolo Challenger ottenuto a Quimper. Il primo match vinto in stagione in un torneo ATP arriva ad Acapulco dove batte Fritz dopo essere stato eliminato cinque volte al debutto nei tornei precedenti. Il primo risultato di rilievo sono gli ottavi raggiunti a Miami per la seconda volta in carriera ma ancora più sorprendenti sono gli ottavi nel successivo Masters 1000 di Montecarlo, dove non aveva mai ottenuto nessuna vittoria in precedenza: approdato al tabellone principale dalle qualificazioni, elimina García López e poi ottiene il secondo successo contro un top 10 superando Tsonga in rimonta dopo oltre due ore di gioco; nel successivo match contro Pouille è costretto al ritiro dopo soli tre giochi. Se nei restanti tornei sulla terra, compreso il Roland Garros, non va mai oltre il primo turno, è sull'erba che torna a disputare una finale: ad Antalya supera Ćorić, Safwat, Verdasco e Seppi e per la terza volta deve rimandare la conquista di un titolo ATP a causa della sconfitta subita contro Sugita per 1-6, 6-7. La buona stagione sull'erba continua a Wimbledon dove supera Lopez (per ritiro nel quarto set), si prende la rivincita su Sugita e batte in cinque set il nº 14 del mondo Monfils, alla sua seconda volta in carriera in un ottavo di finale Slam dove non riesce nell'impresa di eliminare Đokovic.
Al ritorno in America raggiunge i quarti a Los Cabos e soprattutto nel Masters 1000 di Montréal, dove batte Medvedev, il nº 10 del mondo Raonic e Chung Hyeon  prima di perdere in tre set contro Shapovalov; buone anche le prestazioni a Cincinnati, dove arriva agli ottavi, e agli US Open, dove raggiunge per la terza volta il terzo turno: in entrambi i casi viene eliminato da Dominic Thiem. Viene convocato per la prima volta nella squadra francese di Coppa Davis per la semifinale contro la Serbia ma non scende in campo. A ottobre disputa la sua prima finale in un ATP 500 a Tokyo, dove elimina Soeda, Vesely, Sugita e il nº 5 del mondo Marin Čilić in tre set; in finale viene sconfitto in due set da Goffin. Nell'ultima parte della stagione si distingue ancora a Mosca, dove perde in semifinale con Berankis e risale al 28º posto mondiale. Nel 500 di Basilea cede ai quarti in tre partite contro l'idolo di casa Roger Federer.

### 2018: debutto in Davis, due finali ATP e 22º nel ranking
In apertura di stagione raggiunge i quarti a Sydney e viene battuto da Fognini. Elimina Berrettini e Vesely e viene di nuovo sconfitto da Thiem agli Australian Open. In febbraio fa il suo debutto in Davis contro i Paesi Bassi, perdendo il primo match contro de Bakker e vincendo un match maratona contro Haase. Si spinge fino alle semifinali del 250 di New York e al terzo turno di Indian Wells, risultato che gli consente di portare il miglior ranking alla 22ª posizione. Dopo la vittoria al secondo turno a Barcellona, colleziona sei sconfitte consecutive, tra cui quella al debutto al Roland Garros.
Sull'erba ottiene i migliori risultati dell'anno,  raggiunge i quarti al Queen's, e viene battuto da Đokovic, e disputa la quinta finale in carriera ad Antalya, per la seconda volta sfiora la vittoria nel torneo e viene di nuovo sconfitto, questa volta da Džumhur. Conferma gli ottavi di finale dell'anno precedente a Wimbledon dove supera Garin, Harrison e Medvedev e cede nuovamente a Federer. Inizia la stagione sul veloce americano con i quarti di finale sia a Los Cabos che a Newport. Nei tornei successivi vince solo al primo turno su Cecchinato a Cincinnati, ed esce al debutto a Toronto, agli US Open, nei 250 di Metz e Chengdu, a Tokyo e a Shanghai. Nel finale della stagione si riscatta delle numerose sconfitte giocando a Mosca la sua sesta finale ATP, batte Karlovskly, Cecchinato, Gerasimov e Seppi e subisce un doppio 6-2 da Karen Chačanov, nº 26 del mondo. Non viene convocato per la finale di Coppa Davis persa in casa contro la Croazia.

### 2019: primo titolo ATP a 's-Hertogenbosch
All'inizio della nuova stagione subisce sei sconfitte consecutive, torna alla vittoria al torneo di Delray Beach contro Schnur e Istomin prima di venire eliminato dal nº 9 del mondo Isner. Scarse le soddisfazioni anche nei tornei successivi, tanto che Mannarino esce dai primi 50 del mondo e torna anche a giocare nei tornei Challenger. La svolta arriva in uno dei tornei in cui si è sempre distinto, quello di 's-Hertogenbosch: qui supera la wild card olandese De Bakker, i numeri 4 e 5 del tabellone Verdasco e Goffin (contro il quale aveva sempre perso nei quattro match precedenti), e in semifinale batte il nº 2 del seeding Borna Ćorić al tie break del terzo set. In finale contro Jordan Thompson conquista il primo titolo ATP imponendosi con il punteggio di 7-6, 6-3.
A settembre, nella prima edizione del 250 di Zhuhai, torna a disputare la finale dopo aver eliminato negli ottavi il nº 7 del mondo Tsitsipas, costretto al ritiro, e cede in due set a de Minaur. Il mese successivo raggiunge per il secondo anno consecutivo la finale a Mosca e viene battuto da Rublëv per 6-4, 6-0.

### 2020: decima finale ATP
Inizia il 2020 con le sconfitte al primo turno a Doha, Auckland e agli Australian Open. Vince il primo match stagionale a Montpellier e al secondo turno viene sconfitto in tre set dal futuro campione del torneo Gaël Monfils. Dopo altre sconfitte al primo turno, ad Acapulco ha la meglio su Cameron Norrie e viene eliminato da Grigor Dimitrov. La settimana successiva torna a vincere un titolo Challenger dopo oltre due anni imponendosi a Monterrey, non concede alcun set in tutto il torneo e supera in finale Aleksandar Vukic per 6-1, 6-3.
Eliminato al primo turno al Cincinnati Open, giocato straordinariamente a New York, agli US Open eguaglia il suo miglior risultato raggiungendo il terzo turno con le vittorie su Lorenzo Sonego e Jack Sock prima di essere eliminato da Alexander Zverev. Subisce poi quattro sconfitte consecutive e torna alla vittoria a Colonia dove giunge fino ai quarti di finale, sconfitto ancora da Zverev in tre set. La settimana seguente a Nur-Sultan raggiunge la finale e viene sconfitto da John Millman col punteggio di 7-5, 6-1. Raggiunge per la prima volta gli ottavi nel Masters 1000 di Parigi e poi la semifinale a Sofia, dove viene eliminato dal futuro vincitore del torneo Jannik Sinner: grazie a questi risultati risale alla 35ª posizione mondiale.

### 2021: una semifinale ATP e discesa nel ranking
Sconfitto al secondo turno nei primi due tornei ATP stagionali, agli Australian Open raggiunge il terzo turno e raccoglie sette giochi contro Zverev. Esce nei quarti al Singapore Open e nei successivi undici tornei vince in totale un solo incontro in singolare. Agli Internazionali d'Italia consegue il miglior risultato stagionale in doppio spingendosi fino ai quarti di finale assieme a Benoit Paire. Torna a mettersi in luce in singolare raggiungendo la semifinale sull'erba di Maiorca e viene eliminato da Sam Querrey. A Wimbledon si ritira per un infortunio al ginocchio al primo turno alla fine del quarto parziale contro Federer, sul risultato di due set pari. Rientra dopo quasi due mesi agli US Open ed esce al secondo turno dopo quattro set contro il nº 3 del mondo Stefanos Tsitsipas. Al secondo turno a Mosca si prende la rivincita sul nº 6 del mondo Rublëv, che l'aveva sconfitto in finale due anni prima, ed esce al turno successivo. Al secondo turno del Paris Masters viene eliminato da Monfils dopo il successo sul nº 21 ATP Nikoloz Basilashvili. Chiude la stagione al 71º posto dopo essere stato 33º a maggio.

### 2022: un titolo ATP e quarto turno agli Australian Open
Raggiunge per la prima volta il quarto turno agli Australian Open e viene eliminato dal vincitore del torneo Rafael Nadal dopo le vittorie sul nº 11 del mondo Hubert Hurkacz e sul nº 15 Aslan Karacev. Esce nei quarti di finale nei successivi tornei di Montpellier, Dallas e Delray Beach. Subisce altre sette sconfitte consecutive nei successivi tornei e nelle qualificazioni ATP. Esce al primo turno anche al Roland Garros e torna a mettersi in luce sull'erba di 's-Hertogenbosch, dove elimina Alex de Minaur e perde la semifinale contro Daniil Medvedev. Non supera il secondo turno a Wimbledon. Sceso all'86º posto, risale nel ranking durante la trasferta americana raggiungendo i quarti ad Atlanta, il secondo turno al Masters di Montréal e vincendo il torneo di Winston-Salem con il successo in finale su Laslo Đere per 7-6, 6-4. Con questi risultati rientra nella top 50. Eliminato al primo turno degli US Open, il miglior risultato di fine stagione sono i quarti di finale raggiunti all'ATP 500 di Astana, con cui risale alla 42ª posizione. Nel torneo di doppio ad Astana raggiunge la sua prima finale ATP nella specialità, e in coppia con Fabrice Martin viene sconfitto da Nikola Mektić / Mate Pavić con il punteggio di 4-6, 2-6.

### 2023: tre titoli ATP e ritorno al 22º posto nel ranking
Vince uno dei due incontri disputati in United Cup e non va oltre il secondo turno agli Australian Open. Come l'anno precedente, esce nei quarti a Dallas e a Delray Beach. Al Masters di Indian Wells cede al secondo turno a Jannik Sinner dopo aver eliminato il nº 21 ATP Lorenzo Musetti. A Miami sconfigge Ben Shelton e il top 10 Hubert Hurkacz ed esce al quarto turno per mano di Christopher Eubanks. Dopo una nuova serie di sconfitte sulla terra battuta, si riscatta nei tornei sull'erba; a 's-Hertogenbosch e al Queens esce nei quarti dopo aver eliminato rispettivamente il nº 3 del mondo Daniil Medvedev e il nº 8 Taylor Fritz. Raggiunge la finale a Maiorca e per la seconda volta in pochi mesi soccombe a Eubanks, che gli concede cinque soli giochi.
Sconfitto da Medvedev al secondo turno di Wimbledon, vince il suo terzo titolo ATP a Newport, in semifinale batte Ugo Humbert, in finale ha la meglio per 6-2, 6-4 sulla rivelazione del torneo Alex Michelsen e rientra nella top 30. Esce nei quarti a Cincinnati e al terzo turno agli US Open. Vince entrambi gli incontri disputati nella fase a gruppi delle finali di Coppa Davis, ma la Francia viene eliminata. Vince un altro titolo al successivo ATP 250 di Astana con il successo in finale su Sebastian Korda per 4-6, 6-3, 6-2. Si aggiudica il terzo titolo ATP stagionale a Sofia battendo in finale in tre set l'emergente Jack Draper ed eguaglia il proprio miglior ranking alla 22ª posizione mondiale.

### 2024-2025: 17º nel ranking e declino
Vince solo uno dei quattro match disputati in United Cup e la Francia esce di scena in semifinale. Agli Australian Open raggiunge il quarto turno eliminando Stan Wawrinka e il nº 16 ATP Ben Shelton; raccoglie solo tre giochi contro Djokovic e a fine torneo porta il miglior ranking alla 17ª posizione mondiale. Al Dallas Open viene sconfitto in semifinale, alla quale era arrivato grazie al ritiro dei suoi avversari. Nei successivi diciannove tornei vince solo due incontri nei turni di esordio e ad agosto esce dalla top 40. Eliminato al secondo turno agli US Open, raggiunge i quarti in un Challenger e all'ATP 250 del Chengdu Open. Di rilievo la vittoria sul nº 12 del mondo Tommy Paul al primo turno del Paris Masters e viene eliminato al terzo turno. Chiude la stagione al 66º posto del ranking.
Continua il declino nel 2025, nei primi dieci tornei disputati vince solo due incontri di qualificazione e già a gennaio esce dalla top 100. Nonostante giochi con continuità, vince il primo incontro stagionale in un tabellone principale a marzo in un torneo Challenger. Tra le rare vittorie nella prima parte della stagione vi sono quelle nelle qualificazioni e al primo turno all'ATP di Houston e alcune altre nel circuito Challenger, nel quale non va oltre una semifinale. Vince il secondo incontro ATP stagionale al Rosmalen Open ed esce al secondo turno. Rientra nella top 100 raggiungendo il terzo turno a Wimbledon e la finale al Challenger 125 di Newport.

## Statistiche

### Singolare

#### Vittorie (5)
| Legenda              |
| Grande Slam (0)      |
| ATP Finals (0)       |
| ATP Masters 1000 (0) |
| ATP Tour 500 (0)     |
| ATP Tour 250 (5)     |

| N. | Data             | Torneo                            | Superficie  | Avversario in finale | Punteggio        |
| 1. | 16 giugno 2019   | Rosmalen Open, 's-Hertogenbosch   | Erba        | Jordan Thompson      | 7-6(7), 6-3      |
| 2. | 27 agosto 2022   | Winston-Salem Open, Winston-Salem | Cemento     | Laslo Đere           | 7-6(1), 6-4      |
| 3. | 23 luglio 2023   | Hall of Fame Open, Newport        | Erba        | Alex Michelsen       | 6-2, 6-4         |
| 4. | 3 ottobre 2023   | Almaty Open, Astana               | Cemento (i) | Sebastian Korda      | 4-6, 6-3, 6-2    |
| 5. | 11 novembre 2023 | Sofia Open, Sofia                 | Cemento (i) | Jack Draper          | 7-6(6), 2-6, 6-3 |

#### Finali perse (10)
| Legenda              |
| Grande Slam (0)      |
| ATP Finals (0)       |
| ATP Masters 1000 (0) |
| ATP Tour 500 (1)     |
| ATP Tour 250 (9)     |

| N.  | Data              | Torneo                                 | Superficie  | Avversario in finale | Punteggio     |
| 1.  | 17 gennaio 2015   | Auckland Open, Auckland                | Cemento     | Jiří Veselý          | 3-6, 2-6      |
| 2.  | 26 luglio 2015    | Colombia Open, Bogotà                  | Cemento     | Bernard Tomić        | 1-6, 6-3, 2-6 |
| 3.  | 1º luglio 2017    | Antalya Open, Adalia (1)               | Erba        | Yūichi Sugita        | 1-6, 6(4)-7   |
| 4.  | 8 ottobre 2017    | Japan Open Tennis Championships, Tokyo | Cemento     | David Goffin         | 3-6, 5-7      |
| 5.  | 30 giugno 2018    | Antalya Open, Adalia (2)               | Erba        | Damir Džumhur        | 1-6, 6-1, 1-6 |
| 6.  | 21 ottobre 2018   | Kremlin Cup, Mosca (1)                 | Cemento (i) | Karen Chačanov       | 2-6, 2-6      |
| 7.  | 29 settembre 2019 | Zhuhai Championships, Zhuhai           | Cemento (i) | Alex de Minaur       | 6(4)-7, 4-6   |
| 8.  | 20 ottobre 2019   | Kremlin Cup, Mosca (2)                 | Cemento (i) | Andrey Rublev        | 4-6, 0-6      |
| 9.  | 1º novembre 2020  | Almaty Open, Astana                    | Cemento (i) | John Millman         | 5-7, 1-6      |
| 10. | 1º luglio 2023    | Mallorca Championships, Maiorca        | Erba        | Christopher Eubanks  | 1-6, 4-6      |

### Doppio

#### Finali perse (1)
| Legenda              |
| Grande Slam (0)      |
| ATP Finals (0)       |
| ATP Masters 1000 (0) |
| ATP Tour 500 (1)     |
| ATP Tour 250 (0)     |

| N. | Data           | Torneo              | Superficie  | Compagno       | Avversari in finale      | Punteggio |
| 1. | 9 ottobre 2022 | Almaty Open, Astana | Cemento (i) | Fabrice Martin | Nikola Mektić Mate Pavić | 4-6, 2-6  |

### Tornei minori

#### Singolare

##### Vittorie (20)
| Legenda tornei minori |
| Challenger (14)       |
| Futures (6)           |

| N.  | Data              | Torneo                                          | Superficie  | Avversari in finale      | Punteggio        |
| 1.  | 23 aprile 2006    | Spain F11, Melilla                              | Cemento     | Komlavi Loglo            | 6-2, 6-3         |
| 2.  | 11 giugno 2006    | Spain F20, Santa Cruz de Tenerife               | Cemento     | Albert Ramos Viñolas     | 6-0, 6-2         |
| 3.  | 28 ottobre 2007   | France F19, Rodez                               | Cemento     | Baptiste Dupuy           | 6-1, 6-2         |
| 4.  | 18 novembre 2007  | Great Britain F22, Sunderland                   | Cemento (i) | Ken Skupski              | 6-4, 6-3         |
| 5.  | 27 gennaio 2008   | Great Britain F2, Sheffield                     | Cemento (i) | Timo Nieminen            | 3-6, 7-6(6), 6-2 |
| 6.  | 21 settembre 2008 | France F15, Plaisir                             | Cemento (i) | Jean-Christophe Faurel   | 4-6, 6-4, 6-2    |
| 7.  | 16 novembre 2008  | Jersey International, Saint Brélade             | Cemento (i) | Andreas Beck             | 7-6(4), 7-6(4)   |
| 8.  | 15 agosto 2010    | Istanbul Challenger, Istanbul                   | Cemento     | Michail Kukuškin         | 6-4, 3-6, 6-3    |
| 9.  | 11 ottobre 2010   | Mons Challenger, Mons                           | Cemento (i) | Steve Darcis             | 7-5, 6-2         |
| 10. | 6 gennaio 2013    | Internationaux de Nouvelle-Calédonie, Numea     | Cemento     | Andrej Martin            | 6-4, 6-3         |
| 11. | 17 marzo 2013     | Sarajevo Indoors, Sarajevo                      | Cemento     | Dustin Brown             | 7-6(3), 7-6(2)   |
| 12. | 6 luglio 2014     | Trofeo Manta Open, Manta                        | Cemento     | Guido Andreozzi          | 4-6, 6-3, 6-2    |
| 13. | 3 agosto 2014     | Open Castilla y León, Segovia                   | Cemento     | Adrián Menéndez Maceiras | 6-3, 6-0         |
| 14. | 14 settembre 2014 | Istanbul Challenger, Istanbul                   | Cemento     | Tatsuma Itō              | 6-0, 2-0 rit.    |
| 15. | 9 novembre 2014   | Knoxville Challenger, Knoxville                 | Cemento     | Samuel Groth             | 3-6, 7-6(6), 6-4 |
| 16. | 16 novembre 2014  | Champaign-Urbana Challenger, Champaign          | Cemento     | Frederik Nielsen         | 6-2, 6-2         |
| 17. | 9 gennaio 2016    | Internationaux de Nouvelle-Calédonie, Numea (2) | Cemento     | Alejandro Falla          | 5-7, 6-2, 6-2    |
| 18. | 7 gennaio 2017    | Internationaux de Nouvelle-Calédonie, Numea (3) | Cemento     | Nikola Milojević         | 6-3, 7-5         |
| 19. | 5 febbraio 2017   | Open de Quimper, Quimper                        | Cemento     | Peter Gojowczyk          | 6-4, 6-4         |
| 20. | 8 marzo 2020      | Monterrey Challenger, Monterrey                 | Cemento     | Aleksandar Vukic         | 6-1, 6-3         |

##### Finali perse (13)
| Legenda tornei minori |
| Challenger (8)        |
| Futures (5)           |

| N.  | Data              | Torneo                                                   | Superficie      | Avversari in finale  | Punteggio        |
| 1.  | 29 ottobre 2006   | France F19, Rodez                                        | Cemento (i)     | Andrej Golubev       | 6-4, 1-6, 0-6    |
| 2.  | 23 settembre 2007 | France F14, Plaisir                                      | Cemento (i)     | Thomas Oger          | 6(3)-7, 5-7      |
| 3.  | 21 ottobre 2007   | France F18, La Roche-sur-Yon Vendée                      | Cemento (i)     | Lukáš Rosol          | 3-6, 6-3, 4-6    |
| 4.  | 20 gennaio 2008   | Great Britain F1, Sunderland                             | Cemento (i)     | Richard Bloomfield   | 4-6, 3-6         |
| 5.  | 16 marzo 2008     | France F4, Lilla                                         | Cemento (i)     | Clement Reix         | 6-2, 6(3)-7, 5-7 |
| 6.  | 13 ottobre 2008   | Open de Rennes, Rennes                                   | Cemento (i)     | Josselin Ouanna      | 2-6, 3-6         |
| 7.  | 5 aprile 2009     | Saint-Brieuc Challenger, Saint-Brieuc                    | Terra rossa (i) | Josselin Ouanna      | 5-7, 6-1, 4-6    |
| 8.  | 9 agosto 2009     | Open Castilla y León, Segovia                            | Terra rossa     | Feliciano López      | 3-6, 4-6         |
| 9.  | 25 luglio 2010    | Guzzini Challenger, Recanati                             | Cemento         | Stéphane Bohli       | 0-6, 6-3, 6(5)-7 |
| 10. | 8 agosto 2010     | Open Castilla y León, Segovia                            | Terra rossa     | Daniel Gimeno Traver | 4-6, 6(2)-7      |
| 11. | 16 settembre 2012 | Istanbul Challenger, Istanbul                            | Cemento         | Dmitrij Tursunov     | 4-6, 6(5)-7      |
| 12. | 21 aprile 2013    | Copa Internacional de Tenis de Mexico, Città del Messico | Cemento         | Andrej Martin        | 6-4, 4-6, 1-6    |
| 13. | 13 luglio 2025    | Hall of Fame Open, Newport                               | Erba            | Zachary Svajda       | 5-7, 3-6         |

## Risultati in progressione
| Sigla | Risultato               |
| ----- | ----------------------- |
| V     | Vincitore               |
| F     | Finalista               |
| SF    | Semifinalista           |
| O     | Oro olimpico            |
| A     | Argento olimpico        |
| SF    | Bronzo olimpico         |
| QF    | Quarti di Finale        |
| 4T    | Quarto turno            |
| 3T    | Terzo turno             |
| 2T    | Secondo turno           |
| 1T    | Primo turno             |
| RR    | Round Robin             |
| LQ    | Turno di qualificazione |
| A     | Assente                 |
| ND    | Non disputato           |

| Legenda superfici    |
| -------------------- |
| Cemento              |
| Terra battuta        |
| Erba                 |
| Superficie variabile |

### Singolare
| Torneo             | 2007 | 2008 | 2009 | 2010 | 2011 | 2012 | 2013 | 2014 | 2015 | 2016 | 2017 | 2018 | 2019 | 2020 | 2021 | 2022 | 2023 | 2024 | 2025 | V-S   |
| ------------------ | ---- | ---- | ---- | ---- | ---- | ---- | ---- | ---- | ---- | ---- | ---- | ---- | ---- | ---- | ---- | ---- | ---- | ---- | ---- | ----- |
| Tornei Grande Slam |      |      |      |      |      |      |      |      |      |      |      |      |      |      |      |      |      |      |      |       |
| Australian Open    | A    | A    | 1T   | A    | 2T   | 1T   | 1T   | 2T   | 2T   | 1T   | 1T   | 3T   | 1T   | 1T   | 3T   | 4T   | 2T   | 4T   | 1T   | 14-16 |
| Roland Garros      | Q1   | 1T   | 1T   | Q3   | 1T   | 1T   | 1T   | 2T   | 1T   | 2T   | 1T   | 1T   | 2T   | 1T   | 1T   | 1T   | 1T   | 1T   | Q1   | 3-16  |
| Wimbledon          | A    | Q1   | 1T   | Q3   | 2T   | Q1   | 4T   | 2T   | 2T   | 2T   | 4T   | 4T   | 1T   | ND   | 1T   | 2T   | 2T   | 1T   | 3T   | 17-14 |
| US Open            | A    | Q2   | Q2   | 2T   | 1T   | Q3   | 3T   | 3T   | 2T   | 1T   | 3T   | 1T   | 1T   | 3T   | 2T   | 1T   | 3T   | 2T   |      | 14-14 |
| Vittorie-Sconfitte | 0-0  | 0-1  | 0-3  | 1-1  | 2-4  | 0-2  | 5-4  | 5-4  | 3-4  | 2-4  | 5-4  | 5-4  | 1-4  | 2-3  | 3-4  | 4-4  | 4-4  | 4-4  | 2-2  | 48-60 |

### Doppio
| Torneo             | 2007 | 2008 | 2009 | 2010 | 2011 | 2012 | 2013 | 2014 | 2015 | 2016 | 2017 | 2018 | 2019 | 2020 | 2021 | 2022 | 2023 | 2024 | 2025 | V-S   |
| ------------------ | ---- | ---- | ---- | ---- | ---- | ---- | ---- | ---- | ---- | ---- | ---- | ---- | ---- | ---- | ---- | ---- | ---- | ---- | ---- | ----- |
| Tornei Grande Slam |      |      |      |      |      |      |      |      |      |      |      |      |      |      |      |      |      |      |      |       |
| Australian Open    | A    | A    | A    | A    | A    | A    | A    | 1T   | 1T   | SF   | 1T   | A    | 2T   | 2T   | 1T   | 1T   | 1T   | 2T   | A    | 7-9   |
| Roland Garros      | A    | 1T   | A    | A    | 1T   | 1T   | 1T   | 1T   | A    | 1T   | 2T   | A    | 1T   | 2T   | 1T   | 2T   | A    | 1T   | 1T   | 3-13  |
| Wimbledon          | A    | A    | A    | A    | A    | A    | Q1   | A    | 1T   | 1T   | 1T   | 1T   | A    | ND   | A    | 1T   | 2T   | A    |      | 1-6   |
| US Open            | A    | A    | A    | A    | A    | A    | A    | A    | 2T   | 1T   | 2T   | A    | 1T   | A    | 1T   | 3T   | 2T   | 1T   |      | 5-8   |
| Vittorie-Sconfitte | 0-0  | 0-1  | 0-0  | 0-0  | 0-1  | 0-1  | 0-1  | 0-2  | 1-3  | 4-4  | 2-4  | 0-1  | 1-3  | 2-2  | 0-3  | 3-4  | 2-3  | 1-2  | 0-1  | 16-36 |

## Vittorie contro giocatori top 10
| Stagione | 2015 | 2016 | 2017 | 2018 | 2019 | 2020 | 2021 | 2022 | 2023 | 2024 | 2025 | Totale |
| Vittorie | 1    | 0    | 3    | 0    | 1    | 0    | 2    | 0    | 3    | 0    | 0    | 10     |

| N.   | Giocatore          | Rank | Torneo                             | Superficie  | Turno | Score            |
| ---- | ------------------ | ---- | ---------------------------------- | ----------- | ----- | ---------------- |
| 2015 |                    |      |                                    |             |       |                  |
| 1.   | Stan Wawrinka      | 8    | Miami Open, Miami                  | Cemento     | 3T    | 7-6(4), 7-6(5)   |
| 2017 |                    |      |                                    |             |       |                  |
| 2.   | Jo-Wilfried Tsonga | 10   | Monte Carlo Masters, Monaco        | Terra rossa | 2T    | 6(3)-7, 6-2, 6-3 |
| 3.   | Milos Raonic       | 10   | Canadian Open, Montréal            | Cemento     | 2T    | 6-4, 6-4         |
| 4.   | Marin Čilić        | 5    | Japan Open, Tokyo                  | Cemento     | SF    | 6(5)-7, 6-4, 6-0 |
| 2019 |                    |      |                                    |             |       |                  |
| 5.   | Stefanos Tsitsipas | 7    | Zhuhai Championships, Zhuhai       | Cemento     | 2T    | 3-6, 7-5 rit.    |
| 2021 |                    |      |                                    |             |       |                  |
| 6.   | Dominic Thiem      | 5    | Mallorca Open, Maiorca             | Erba        | 2T    | 2-5 rit.         |
| 7.   | Andrey Rublev      | 6    | Kremlin Cup, Mosca                 | Cemento (i) | 2T    | 5-7, 7-6(4), 6-3 |
| 2023 |                    |      |                                    |             |       |                  |
| 8.   | Hubert Hurkacz     | 9    | Miami Open, Miami                  | Cemento     | 3T    | 7-6(5), 7-6(0)   |
| 9.   | Daniil Medvedev    | 3    | Rosmalen Open, 's-Hertogenbosch    | Erba        | 2T    | 4-6, 6-4, 6-2    |
| 10.  | Taylor Fritz       | 8    | Queen's Club Championships, Londra | Erba        | 2T    | 6-4, 7-6(7)      |